# Charles Mann Hamilton
Charles Mann Hamilton (* 23. Januar 1874 in Ripley, New York; † 3. Januar 1942 in Miami Beach, Florida) war ein US-amerikanischer Politiker. Zwischen 1913 und 1919 vertrat er den Bundesstaat New York im US-Repräsentantenhaus.

## Werdegang
Charles Hamilton besuchte die Ripley High School, die Fredonia Normal School und danach das Pennsylvania Military College in Chester. Später arbeitete er in der Landwirtschaft und im Ölgeschäft. Gleichzeitig schlug er als Mitglied der Republikanischen Partei eine politische Laufbahn ein. Zwischen 1906 und 1908 war er Mitglied der New York State Assembly; von 1908 bis 1912 gehörte er dem Staatssenat an. Im Juni 1912 nahm er als Delegierter an der Republican National Convention in Chicago teil, auf der Präsident William Howard Taft zur dann erfolglosen Wiederwahl nominiert wurde.
Bei den Kongresswahlen des Jahres 1912 wurde Hamilton im damals neu eingerichteten 43. Wahlbezirk von New York in das US-Repräsentantenhaus in Washington, D.C. gewählt, wo er am 4. März 1913 sein neues Mandat antrat. Nach zwei Wiederwahlen konnte er bis zum 3. März 1919 drei Legislaturperioden im Kongress absolvieren. Im Jahr 1913 wurden der 16. und der 17. Verfassungszusatz ratifiziert. Dabei ging es um die bundesweite Einführung der Einkommensteuer und die Direktwahl der US-Senatoren. In Hamiltons Zeit als Kongressabgeordneter fiel auch der Erste Weltkrieg. 1918 verzichtete er auf eine weitere Kandidatur.
Nach dem Ende seiner Zeit im US-Repräsentantenhaus arbeitete Charles Hamilton in Ripley in der Landwirtschaft. Außerdem war er im Bundesstaat Kansas im Öl- und Gasgeschäft tätig. Er starb am 3. Januar 1942 in Miami Beach und wurde in Ripley beigesetzt.